# Własność nieruchomości w Wielkiej Brytanii
Prawo własności nieruchomości w Wielkiej Brytanii – prawo dotyczące nieruchomości, sięgające swymi początkami średniowiecza.
Prawo własności nieruchomości opiera się na prawie ustawowym, jak i precedensach. Obecnie znanych jest wiele różnych form prawa własności: pełne prawo władzy nad nieruchomością oraz jej gruntu, oddzielenie tytułu prawnego od gruntu do tytułu prawnego do nieruchomości oraz różne formy współwłasności z państwem, instytucją finansową lub inną osobą fizyczną lub prawną. W prawie Anglii i Walii wyróżnia się trzy podstawowe formy własności nieruchomości: freehold, leasehold, commonhold.

## Formy własności nieruchomości

### Freehold
Freehold to „grunt posiadany na własność”. W prawie Anglii i Walii własność freehold pierwotnie obejmowała grunt oraz wszystko to, co znajdowało się pod nim (łacińska paremia Cuius est solum, eius est usque ad coelum et ad inferos). W XIII wieku sądy zaczęły akceptować fakt, iż freehold mógł stanowić podstawę kolejnego freeholdu. Ta koncepcja została uregulowana w prawie w XVI wieku.
W prawie zwyczajowym (np. w Anglii, Walii, Stanach Zjednoczonych, Australii, Kanadzie i Irlandii) „freehold” jest powszechną formą własności nieruchomości i gruntów oraz wszystkich rzeczy przyłączonych do tejże nieruchomości, jako przeciwieństwo „leasehold”. Budynek i grunt, na którym się ona znajduje, należą całkowicie do właściciela i nie są ograniczone. Jest to najlepsza forma własności; różnice widoczne są w cenach tego typu nieruchomość.
Aby majątek został uznany za Freehold, musi spełniać dwa wymogi: być nieprzenoszalny, czyli musi być ziemią lub być częściowo dołączony do niej oraz prawo własności nie może być ograniczone czasowo.
W Wielkiej Brytanie wyróżnia się pięć rodzajów nieruchomości: „house” (Freehold), „detached”, czyli dom wolno-stojący, „semi detached”, czyli dom typu bliźniak, „terraced”, czyli dom szeregowy i „bungalow” jako dom parterowy.

#### Flying freehold(share of freehold)
Flying freehold stanowi odmianę freehold. Taka forma własności występuje zazwyczaj, gdy dom typu freehold zostaje przekształcony w dwa mieszkania. Ziemia pod domem staje się własnością obu właścicieli mieszkań w odpowiednich częściach. Własność jest ograniczona prawami drugiego właściciela Flying freehold jest postrzegany jako „wada tytułowa” z racji, iż rzadko kiedy mają odpowiednie prawa do wsparcia struktury znajdującej się poniżej lub prawa do dokonywania jej naprawy. Stanowi to problem w przypadku dokonywanych remontów, a prace obejmują lub muszą obejmować częściowo grunty nienależące do właściciela nieruchomości.

#### „Creeping freehold”
Istnieje analogiczna sytuacja zwana „Creeping freehold”, w której pojawiają się podobne problemy. „Creeping Freehold” występuje w przypadku, w którym piwnica należy do jednego Freeholdu, natomiast sufit stanowi część drugiego freeholdu, który zaczyna się od poziomu gruntu. Jakiekolwiek prace remontowe są niemożliwe bez zgody właściciela drugiego freeholdu, jeśli miałyby one jakikolwiek wpływ na sąsiedni freehold.

### Leasehold
Leasehold to forma dzierżawy ziemi lub nieruchomości, w której jedna ze stron (dzierżawca) nabywa prawo do zajmowania ziemi lub budynku na określony czas od drugiej strony będącej właścicielem ziemi lub nieruchomości nabytej w formie Freeholder. Posiadłości zakupione w formie Leasehold są własnością czasową, ale są też częścią majątku i mogą być kupowane, jak i sprzedawane na wolnym rynku. Okres dzierżawy jest długoterminowy i wynosi zazwyczaj od
90 do 999 lat. Najemca może przedłużyć okres dzierżawy w dowolnej chwili. Po upływie dwóch lat od momentu nabycia nieruchomości dzierżawcy ma prawo do przedłużenia dzierżawy o kolejne 90 lat (o ile właściciel nie wykaże, że jest najemcą problematycznym). Przy decyzji przedłużenia, należy liczyć się z dodatkowymi kosztami zależnymi m.in. od miejsca położenia oraz wartości nieruchomości.
Najczęściej formą dzierżawy „leasehold” objęte są mieszkania; duża część domów w Anglii posiada taki właśnie status. Właściciel gruntu pobiera opłaty za jego dzierżawę. Dodatkowa opłata może być nałożona na dzierżawcę w ramach tzw. „service charge”, czyli opłata za zarządzanie wspólnymi częściami.
Przy podpisaniu kontraktu, właściciel ustanawia prawa i obowiązki obu stron.
Podstawowe warunki przy dzierżawie nieruchomości w formie „leasehold”:
- freeholder zazwyczaj jest odpowiedzialny za utrzymanie części wspólnych budynku, takich jak przedpokój i schody oraz ścian zewnętrznych i dachu.
- dzierżawcy muszą płacić opłaty eksploatacyjne, roczne opłaty za usługi oraz za ubezpieczenie budynku.
- dzierżawcy muszą płacić właścicielowi roczną „rentę gruntową”.
- dzierżawcy będą musieli uzyskać zgodę na wszelkie prace wykonywane w danej nieruchomości.
- dzierżawcy może napotkać inne ograniczenia, takie jak zakaz posiadania zwierząt czy podnajmu osobom trzecim.

Maisonette „Leasehold”
Są to mieszkania zazwyczaj dwupoziomowe, w postaci dobudówki do domu przeznaczonego do sprzedaży lub wynajmu na pewien okres. Są one sprzedawane na zasadach „Leasehold”, lecz często bez opłat „Service Charge” oraz „Ground Rent”.

### Commonhold
„Commonhold” to całkiem nowa forma własności, która oznacza współpracę pomiędzy właścicielami „freehold” mieszkającymi w określonej lokalizacji. W skład tej społeczności wchodzą właściciele freehold z własnymi nieruchomościami w danej lokalizacji. Właścicielami części wspólnych commonhold jest najczęściej forma, której członkami mogą być wyłącznie właściciele freehold w danej miejscowości.

## Rodzaje zakupu nieruchomości
Standardowa – kupujący musi wyłożyć depozyt, który wynosi co najmniej 5% wartości nieruchomości (maksymalnie 20%). Pozostałą wartości zakupu finansuje inna instytucja, poprzez kredyt hipoteczny na zakupioną nieruchomość. Najczęściej jest to bank lub inna instytucja do tego uprawniona, np. „building society”. Po zakończeniu transakcji, kupujący staje się jedynym właścicielem tej nieruchomości, a bank posiada tzw. „charge”: zapis zastrzegający, że osoba w przypadku nie spłacania kredytu lub niewywiązująca się z umowy, bank ma prawo przejąć daną nieruchomość.
Cash Buyer – kupujący unika kredytu hipotecznego, wpłaca całą ustaloną kwotę w formie gotówki, pokrywając pełną wartość zakupu nieruchomości. Wskutek tego, kupujący omija wszelkie problemy z finansowaniem zakupu ze strony instytucji finansowej, wykładając pełną kwotę ze swojej kieszeni. Jest to o wiele atrakcyjniejsza metoda zakupu nieruchomości dla sprzedawców, jedynym problemem jest konieczność dokładnego sprawdzenia tożsamości nabywcy z racji najnowszych regulacji odnośnie do „prania brudnych pieniędzy”.
Shared-Ownership – jeśli kupujący nie jest w stanie zaciągnąć kredytu hipotecznego na pełną wartości domu, forma „shared-ownership” pozwala na zakup części udziału w nieruchomości (od 25% do 75% jej wartości), a następnie spłacić pozostałe części lub kupić resztę udziałów w przyszłości (proces ten nazywany jest Stair-Casing Shared-ownership). Taka forma zakupu obciążona jest dwoma warunkami: posiadanie zarobku w wysokości min. 80 000 £ rocznie oraz bycie pierwszym nabywcą nieruchomości lub domu.
Nieruchomość jest zakupiona na spółkę z lokalną agencją mieszkaniową (tzw. housing association). Dzięki temu kupujący może kupić nowo wybudowany dom lub już wcześniej sprzedawany przez agencje mieszkaniowe. Aby wykupić swoją część udziałów, potrzebny najczęściej jest kredyt hipoteczny, chociaż można to zrobić również ze swoich oszczędności. Nieruchomości nabywane poprzez Shared-Ownership są zawsze typu „Leasehold”.
Shared Equity oraz „Help to Buy” – czyli „wspólny kapitał”. Zakupiona nieruchomość całkowicie należy wyłącznie do kupującego. Jedyną częścią wspólną jest fakt zaciągnięcia pożyczki kapitałowej, która ma wpływ na depozyt kupującego. Jest rozszerzeniem wcześniej obowiązującego programu „FirstBuy” z kwietnia 2013 roku, zwanego także jako „HomeBuy Direct”. Pozwala on osobie kupującej pierwszy raz lub przenoszącej się (tak jak w Shared-Ownership) na wniesienie 5% depozytu nowo wybudowanego domu, którego wartość nie przekracza 600 000 GBP. Do 20% kosztów nieruchomości może być objęte wspólną pożyczką kapitałową. Przy „Help To Buy” można spłacić pożyczkę w dowolnie wybranym momencie w czasie trwania kredytu hipotecznego, w tym przy sprzedaży nieruchomości. Nie ma oprocentowania przy spłacie pożyczki przez pierwsze pięć lat, lecz później dochodzi opłata w wysokości 1,75% wartości kredytu. Wymagane jest wniesienie 5% depozytu przy kupnie oraz dobra historia kredytowa.